# Pia Nalli
Pia Maria Nalli (Palermo, 10 de fevereiro de 1886 – Catânia, 27 de setembro de 1964) foi uma matemática italiana.
Foi palestrante convidada do Congresso Internacional de Matemáticos em Bolonha (1928).

## Morte e legado
Nalli morreu em 27 de setembro de 1964 em Catânia. Uma estrada em Roma, Via Pia Nalli, é denominada em sua memória.

## Publicações selecionadas
Pia Nalli publicou 61 trabalhos matemáticos, incluindo a monografia (Nalli 1914) e um livro-texto. Seu "Selected works" (Nalli 1976) inclui esta monografia mais onze artigos sobre tópicos pertencntes principalmente à análise funcional: a lista a seguir inclui sua tese de doutorado (Nalli 1911) e outros trabalhos sobre cálculo tensorial
- Nalli, Pia (1911), «Riduzione di un fascio di curve piane di genere uno, corrispondente a sé stesso in una trasformazione birazionale involutoria del piano» [Reduction of a bundle of genus one planar curves, corresponding to itself in a birational involutive transformation of the plane], Rendiconti del Circolo Matematico di Palermo (em italiano), 31 (1): 92–108, JFM 42.0604.02.
- Nalli, Pia (1914), Esposizione e confronto critico delle diverse definizioni proposte per l'integrale definito di una funzione limitata o no [Exposition and critical comparison of the different definitions proposed for the definite integral of a bounded or not function] (em italiano), Palermo: Stabilimento tipografico Virzì, JFM 45.1282.01.
- Nalli, Pia (1922), «Sulle operazioni funzionali lineari» [On linear functional operations], Rendiconti del Circolo Matematico di Palermo (em italiano), 46 (1): 49–90, JFM 48.1247.01.
- Nalli, Pia (1928), «Sulla metrica superficiale di una varietà» [On the surface metric of a manifold], Rendiconti del Circolo Matematico di Palermo (em italiano), 52 (1): 260–264, JFM 54.0769.01.
- Nalli, Pia (1937), «Trasporti rigidi di vettori nelle varietà metriche» [Rigid transport of vectors in metric manifolds], Rendiconti del Circolo Matematico di Palermo (em italiano), 61 (2): 314–338, JFM 65.0796.06, Zbl 0020.26002.
- Nalli, Pia (1976),  Fichera, Gaetano; Guglielmino, Francesco, eds., Opere scelte [Selected works], Opere dei Grandi Matematici Italiani (em italiano), Milano: Litografia D. Cislaghi per conto dell'Unione Matematica Italiana e dell'Università di Catania, Zbl 1308.01004.

## Notes
1. ↑  (Nalli 1911).
2. ↑  ICM Plenary and Invited Speakers since 1897, União Internacional de Matemática, consultado em 15 de outubro de 2017.
3. ↑  O'Connor, John J.; Robertson, Edmund F., «Pia Maria Nalli», MacTutor History of Mathematics archive (em inglês), Universidade de St. Andrews.
4. ↑  According to the list of her works included in (Nalli 1976, pp. 361–364).

## References

### Biographical and general references
- Fichera, Gaetano (1965), «Necrologio di Pia Nalli» [Obituary of Pia Nalli], Bollettino dell'Unione Matematica Italiana, Serie III (em italiano), 20 (4): 544–549, Zbl 0132.24406.
- Fichera, Gaetano (1978), «Il contributo femminile al progresso della matematica» [Women's contribution to the advancement of mathematics], Memorie e Rendiconti della Accademia di scienze, lettere e belle arti degli Zelanti e dei Dafnici, Serie II, (em italiano), VIII: 41–58.
- Marino, Mario (2014), «Ricordo di Francesco Guglielmino, matematico» [Recollection of Francesco Guglielmino, mathematician] (PDF), Bollettino dell'Accademia Gioenia, ISSN 0393-7143 (em italiano), 47 (377): 437–444.

### Scientific references
- Fichera, Gaetano (1993), «Il calcolo infinitesimale alle soglie del Duemila» [Infinitesimal calculus at the threshold to the year 2000], Atti della Accademia Nazionale dei Lincei. Classe di Scienze Fisiche, Matematiche e Naturali. Rendiconti Lincei. Supplemento, Serie IX, 4 (1): 69–86, MR 1286793, Zbl 0876.01032. A survey paper describing the development of infinitesimal calculus during the twentieth century and trying to trace possible scenarios for its future evolution.
- Fichera, Gaetano (1999), «L'analisi matematica in Italia fra le due guerre» [Mathematical analysis in Italy between the two world wars], Atti della Accademia Nazionale dei Lincei. Classe di Scienze Fisiche, Matematiche e Naturali. Rendiconti Lincei. Matematica e Applicazioni, Serie IX, 10 (4): 279–312, MR 1286793, Zbl 0876.01032. A survey paper describing the development of mathematical analysis in Italy during the two world wars, describing the contributions of several Italian scientists who worked during that period.